# Autobusna linija br. 108 u Zagrebu
Linija 108 (Glavni kolodvor – Savski most) gradska je autobusna linija ZET-a u Zagrebu. Primarno povezuje Cvjetno naselje s Glavnim kolodvorom i tramvajsko-autobusnim terminalom Savski most. Uz trasu se također nalaze i Nacionalna i sveučilišna knjižnica, Kockica i Studentski dom Cvjetno naselje.

## Trasa
Prometuje trasom: Glavni kolodvor – Ulica Hrvatske bratske zajednice – Slavonska avenija – Marohnićeva ulica – Prisavlje – Savska cesta – Savski most

## Raspored
Linija prometuje radnim danom u dvije smjene:
|           | Prometovanje  | Slijed       | Br. voznih redova |
| --------- | ------------- | ------------ | ----------------- |
| 1. smjena | 7:10 – 8:10   | 20 – 35 min. | 2 (ln. 112, 166)  |
| 2. smjena | 16:00 – 16:50 | 20 – 40 min. | 1 (ln. 110, 112)  |

Na liniji prometuju standardni "solo" autobusi koji su inače disponirani na linijama 110 (APP), 112 (APP) i 166 (APD).

## Vanjske poveznice
- Vozni red linije 108

1. ↑  Datoteke u GTFS formatu. zet.hr. Pristupljeno 5. lipnja 2025. - Sadrži informacije tijela javne vlasti u skladu s Otvorenom dozvolom